# Гянендра
Гянендра Бир Бикрам Шак Дев (на непалски: ज्ञानेन्द्र शाह, роден на 7 юли 1947 година), е последният крал на Непал (от 2001 до 2008 година). Като дете, той също е за кратко крал – от 1950 до 1951 г., когато дядо му Трибуван от Непал е изпратен в изгнание в Индия с останалата част от семейството. Второто му царуване започва поради непалското кралско клане през 2001 година.
Второто царство на Гианандра е белязано от конституционни сътресения. Неговият предшественик Крал Бирендра създава конституционна монархия, в която делегира политика на представително правителство. Растящите бунтове на непалската гражданска война по време на царуването на цар Гиананда пречат в изборите за представители. След неколкократно провалени от забавяне избори крал Гианендра суспендира конституцията и поема директно властта през февруари 2005 г., като уверява, че това ще бъде временна ситуация, за да потисне маоистките бунтове. В лицето на демократичното движение в Непал той възстановява предишния парламент през април 2006 г. Неговото царуване приключва приблизително две години по-късно, когато непалското учредително събрание обявява Непал за република и отменя монархията.

## Биография
Гянендра е роден в стария царски дворец Нараянти, в Катманду, като втори син на принц Махендра и първата му съпруга, принцеса Индра. След раждането му астролог казва на баща му да не поглежда новородения си син, защото би му донесъл лош късмет. По тази причина Гянендра е изпратен да живее с баба си.
Гианандра учи с по-големия си брат крал Бирендра в Колеж „Св. Йосиф“ в Дарджилинг, Индия. През 1969 г. завършва университета Трибхуван в Катманду.

## Титли
- 7 юли 1947 – 7 ноември 1950 г.: Негово кралско величие Принц Гянендра от Непал.
- 7 ноември 1950 – 8 януари 1951 г.: Негово величество Кралят на Непал.
- 8 януари 1951 – 4 юни 2001 г.: Негово кралско величие Принц Гянендра от Непал.
- 4 юни 2001 г. – 28 май 2008 г.: Негово величество Кралят на Непал.